# Love is Easy
«Love is Easy» es una canción de la banda británica de pop rock McFly que sirve como el sencillo principal de su segundo álbum recopilatorio, Memory Lane: The Best of McFly. Fue escrita por los integrantes de la banda Tom Fletcher, Danny Jones y Dougie Poynter junto a Antony Brant . Su video musical se lanzó el 24 de octubre de 2012.
Se estrenó el 11 de noviembre de 2012, debutando en el número diez en la lista de sencillos del Reino Unido, alcanzando su punto máximo en los números trece y veintiuno en Australia y Nueva Zelanda, respectivamente. La canción se convirtió en la primera de la banda en aparecer en Australia; McFly había marcado anteriormente un éxito menor en Nueva Zelanda con "Transylvania" en 2007. La canción también debutó en Irlanda y Eslovaquia.

## Antecedentes y composición
«Love is Easy» es diferente a otros sencillos de McFly ya que presenta en gran medida el ukelele, siendo la primera canción que Tom Fletcher la uso para escribirla; Fletcher explica que «la banda escribió la mayor parte de la melodía primero y eso fue inspirado porque compré un ukelele y esa fue la primera canción que escribí así realmente». Según Dougie Poynter, la canción se inspiró en parte por la película Love Actually. La canción también incorpora una cita de la película de 1946 It's a Wonderful Life. 
Una versión alternativa de la canción, titulada «Love Is Easy (Dougie Style)», que presenta a Dougie Poynter en la voz principal, se estrenó el 7 de diciembre de 2012.

## Video musical
El video musical se publicó el 24 de octubre de 2012. Muestra a los miembros de McFly actuando en un concierto,  mientras se hacen referencias a videos musicales y portadas de álbumes anteriores de su carrera. Fue dirigida por David Spearing de Big Fat Panda Productions y presenta a todos los artistas de fondo, miembros del colectivo de comedia BattleActs.

## Posicionamiento en listas
| Listas (2020)                     | Mejor posición |
| --------------------------------- | -------------- |
| Australia (ARIA)                  | 13             |
| Escocia (Official Charts Company) | 8              |
| Eslovaquia (Radio Top 100)        | 9              |
| Irlanda (IRMA)                    | 40             |
| Nueva Zelanda (RMNZ)              | 21             |
| Reino Unido (UK Singles Chart)    | 10             |